# Trophée des Grimpeurs 2005
Il Trophée des Grimpeurs 2005, settantanovesima edizione della corsa e valida come evento dell'UCI Europe Tour 2005 categoria 1.1, si svolse il 1º maggio 2005. Fu vinto dal belga Philippe Gilbert che terminò la gara in 3h17'06".
Partenza con 85 ciclisti, dei quali 36 portarono a termine il percorso.

## Ordine d'arrivo (Top 10)
| Pos. | Corridore          | Squadra       | Tempo    |
| ---- | ------------------ | ------------- | -------- |
| 1    | Philippe Gilbert   | F. des Jeux   | 3h17'06" |
| 2    | Yoann Le Boulanger | RAGT          | a 52"    |
| 3    | Nicolas Inaudi     | Cofidis       | a 58"    |
| 4    | Koji Fukushima     | Bridgestone   | a 1'08"  |
| 5    | Frédéric Finot     | F. des Jeux   | a 1'16"  |
| 6    | Maxime Méderel     | Auber 93      | a 1'37"  |
| 7    | Samuel Dumoulin    | AG2R Prév.    | a 2'02"  |
| 8    | Pierrick Fédrigo   | Bouygues Tél. | s.t.     |
| 9    | Janek Tombak       | Cofidis       | s.t.     |
| 10   | John Gadret        | Jartazi       | a 2'09"  |